# Berat
Berat (albansko: Berati) je po številu prebivalcev deveto največje mesto v Republiki Albaniji in upravno središče okraja Berat, enega od dvanajst konstitutivnih okrajev v državi.
Mesto stoji 71 km severno od Gjirokastre, 120 km zahodno od Korče, 70 km južno od Tirane in 33 km vzhodno od Fierja. Leta 2011 je imelo 36.496 prebivalcev. Obdajajo ga gore in hribi, vključno s Tomorrjem na vzhodu, ki je proglašen za narodni park. Skozi mesto teče reka Osum, dolga 191 km, ki se na Mizeški ravnini izliva v reko Seman. 
Samoupravni okraj Berat je bil ustanovljen z reformo državne uprave leta 2015 in obsega občine Berat, Otllak, Roshnik, Sinjë in Velabisht s skupno površino 380,21 km2. Središče okraja je mesto Berat. Okraj je imel leta 2011 60.031 prebivalcev.
Stari del mesta z edinstvenim arhitekturnim slogom več civilizacij, ki so skozi zgodovino  sobivale v mestu, je bil leta 2008 vpisan na Unescov seznam spomenikov svetovne dediščine v Evropi. Tako kot številna mesta v Albaniji tudi Berat obsega staro utrjeno mesto, polno cerkva in mošej, poslikanih z veličastnim bogastvom zidnih poslikav in fresk. Berat je eno glavnih kulturnih središč Albanije.

## Imena
Albansko ime mesta je Berat ali Berati in verjetno izhaja iz staroslovanskega imena Bělgrad (Бѣлградъ) ali Belgrad/Beligrad (Белград/Белиград), ki pomeni »Belo mesto«. V grških, bolgarskih, latinskih in slovanskih dokumentih iz visokega in poznega srednjega veka se je mesto v grščini imenovalo Bellegrada (Βελλέγραδα). Domneva se, da je na tem mestu stalo starodavno mesto Antipatreja (starogrško: Ἀντιπάτρεια, »Antipatrovo mesto«, latinsko:  Antipatrea), v zgodnjem bizantinskem obdobju pa Pulheriopolis (grško: Πουλχεριόπολις, »Pulherijino mesto«). V Beneški republiki je bilo ime znano kot Belgrado di Romania (»Rumelijski Beograd«), v Osmanskem cesarstvu pa kot Belgrad-i Arnavud (»Arnavtski/Albanski Beograd«), da se je razlikoval od Beograda.

## Zgodovina

### Zgodnja zgodovina
Najzgodnejši zabeleženi prebivalci mesta so bili staroveški ilirski Dasareti, najsevernejša skupina Haoncev, v 6. stoletju pr. n. št. Regija se je po njih imenovala Desaretis. Sodobni Berat stoji na mestu Antipatreje (starogrško Ἀντιπáτρεια, Antipátreia), ki je bila prvotno naselje Dasaretov in kasneje makedonska  trdnjava v južni Iliriji. Datum njene ustanovitve ni znan. Ker je bil njen ustanovitelj Kasander, se domneva, da je bila Antipatreja ustanovljena potem, ko je okoli leta 314 pr. n. št. prevzel oblast v regiji. Leta 200 pr. n. št. je trdnjavo osvojil rimski legat Lucij Avgust, porušil obzidje in pobil moške prebivalce mesta.
Po padcu Zahodnega Rimskega cesarstva je mesto postalo del nestabilne meje Bizantinskega cesarstva in tako kot večina Balkanskega polotoka trpelo zaradi ponavljajočih se vdorov Slovanov. V rimskem in zgodnjem bizantinskem obdobju se je mesto imenovalo Pulheriopolis.
V 9. stoletju so mesto zasedli Bolgari Prvega bolgarskega cesarstva pod Presijanom I. in mesto preimenovali v Bel(i)grad (»Belo mesto«, grško Βελέγραδα, Belégrada). Ime se je obdržalo skozi cel srednji vek, dokler se ni v pod osmansko oblastjo spremenilo v Berat. Mesto je postalo eno od najpomembnejših mest v bolgarski regiji Kumičevica. Bolgarski guverner Elemag je mesto leta 1018 predal bizantinskemu cesarju Baziliju II. Pod bizantinsko oblastjo je ostalo, dokler ga ni leta 1203 osvojilo Drugo bolgarsko cesarstvo carja Kalojana. V 13. stoletju je mesto prišlo pod oblast Mihaela I. Dukasa, despota Epirskega despotata.
Bizantinski cesar Mihael VIII. Paleolog je leta 1272 albanskim voditeljem Berata in Drača poslal pisma, v katerih jih je prosil, naj opustijo zavezništvo s Karlom I. Neapeljskim, vladarjem Kraljevine Albanije, ki je zavzel mesto in ga vključil v svojo kraljevino. Voditelji se na njegov poziv niso odzvali in poslali Karlu pisma z izrazi zvestobe. Leta 1274 je Mihael VIII. znova zavzel Berat in potem, ko so se mu pridružili Albanci, ki so podpirali Bizantinsko cesarstvo, neuspešno napadel anžuvinsko prestolnico Drač.
V letih 1280–1281 je Berat oblegala siciljska vojska pod vodstvom Huga Rdečega Sullyjskega. Marca 1281 je iz Konstantinopla prišla na pomoč bizantinska vojska pod poveljstvom Mihaela Tarhanejotisa in zlahka pregnala siciljske oblegovalce. Kasneje v 13. stoletju je Berat spet prišel pod oblast Bizantinskega cesarstva.
V zgodnjem 14. stoletju je dokazana bizantinska trdnjava Tomor z grškim imenom Timoro(n). Leta 1337 so se albanska plemena s področja Belegrita (gora Tomor pri Beratu) in Kanine uprla in zasedla trdnjavo Tomor. O podrobnostih upora je v primarnih virih malo podatkov. Cesar Ivan VI. Kantakuzen omenja, da so se Albanci na teh območjih uprli kljub privilegijem, ki jim jih je pred nekaj leti podelil Andronik III. Paleolog. Ti dogodki so bili prvo dokumentirano gibanje albanskih plemen v Epirju. Andronikova vojska, sestavljena v glavnem iz turških plačancev, je premagala Albance in jih veliko pobila in ujela.
Leta 1345 ali morda 1343 je mesto prišlo pod oblast Srbskega cesarstva. Po njegovi razpustitvi leta 1355 je Berat prišel pod oblast svojega bivšega guvernerja Ivana Komnena Asena (1345–1363), Aleksandra Komnena Asena (1363–1372) in Zete Balše II. (1372–1385). Leta 1385 so ga pred bitko pri Savri zasedli Osmani. Po nekaterih virih so Osmani nekaj časa ostali v Beratu in ga imeli za oporišče za osvojitev Valone. Leta 1396 je oblast v mestu prevzela albanska družina Muzaka in ga izbrala za prestolnico Kneževine Berat. Leta 1417 je Berat postal del Osmanskega cesarstva. Leta 1455 je Skenderbeg na čelu albanske vojske 14.000 mož in manjše skupine katalonskih najemnikov neuspešno poskušal osvojiti Berat, ki ga je branila osmanska vojska 40.000 mož.

### Kasnejša  zgodovina
V zgodnjem obdobju osmanske oblasti je Berat resno nazadoval. Na koncu 16. stoletja se je zmanjšal na samo 710 hiš. V 17. stoletju je začel okrevati in postal glavno obrtniško središče, specializirano za rezbarjenje lesa. V prvi polovici 16. stoletja je bil Berat povsem krščansko mesto brez enega samega muslimanskega  gospodinjstva. V obdobju od leta 1506 do 1583 se je povečal za 17 hiš in nekaj prebivalcev. Po izgonu Judov iz Španije leta 1492 je v Beratu nastala judovska skupnost, ki je v letih 1519–1520 štela 25 družin.
Proti koncu 16. stoletju je bilo v Beratu 461 muslimanskih gospodinjstev in 187 gospodinjstev prišlekov iz bližnjih vasi Gjeqar, Gjerbës, Tozhar, Fratar in Dobronik. V tem času se je začela krepiti islamizacija mestnega prebivalstva. Nekaj muslimanov je bilo tudi med prišleki, ki so imeli muslimanska imena, vendar so obdržali krščanske priimke. Dejavniki, kot so oprostitve davkov za muslimanske mestne obrtnike v zameno za služenje vojaškega roka, so v Berat privabili veliko podeželskega prebivalstva prve muslimanske generacije. Med Judi v Beratu so sredi 17. stoletja obstajali privrženci Šabtaja Cvija. Judovska skupnost v Beratu je dejavno skrbela tudi za blaginjo drugih Judov in na primer dosegla izpustitev vojnih ujetnikov v Draču leta 1596.
Po letu 1670 je Berat postal večinoma muslimanski. Od 30 mestnih sosesk je bilo 19 muslimanskih. Eden od dejavnikov, ki so vplivali na islamizacijo, je bil pritisk na kristjane, da so prestopali v islam, drugi pa pomanjkanje krščanskih duhovnikov, ki bi opravljali verske obrede. V zgodnjem 17. stoletju je življenje v Beratu povsem prevzelo osmanske in islamske vzorce.
V 18. stoletju je bil osmanski Berat eno od najpomembnejših albanskih mest. V zgodnji moderni dobi je bil upravno središče Beraškega pašaluka, ki ga je ustanovil Ahmet Kurt Paša. Po porazu beratskega Ibrahim Paše v spopadu z Ali Pašo leta 1809 je postal sandžak (provinca) v Janinskem vilajetu. V 19. stoletju je nadomestil propadajočo Valono (Vlorë) kot središče sandžaka. Sandžak in sam Berat je bil pod prevlado albanske družine Vrioni. V 19. stoletju je judovsko skupnost v Beratu obnovila judovska skupnost iz Janine.
Grška šola je v mestu delovala od leta 1835. V poznem osmanskem obdobju je imel Berat 10.000 do 15.000 prebivalcev. Pravoslavnih kristjanov je bilo okoli 5.000. Od teh je okoli 3.000 govorilo aromunski (vlaški) jezik, drugi pa so govorili albansko.
V 19. stoletju je Berat igral pomembno vlogo v albanskem nacionalnem preporodu. ki so ga podpirali tudi krščanski trgovci v Beratu. Berat je postal tudi glavno oporišče Prizrenske lige, albanske nacionalistične zveze, ustanovljene v poznem 19. stoletju, in sodeloval pri oblikovanju južne veje lige v Gjirokastri.
V prvi svetovni vojni so avstro-ogrske okupacijske oblasti izvedle popis prebivalstva in ugotovile, da v regiji Berat živi 20.219 muslimanov in 6745 pravoslavnih kristjanov.
Med drugo svetovno vojno so Jude skrivali v domovih in kleteh 60 muslimanskih in krščanskih družin v Beratu. Od 23. do 30. oktobra 1944 je bilo v Beratu drugo zasedanje Sveta narodne osvoboditve Albanije, na katerem je Antifašistični narodnoosvobodilni odbor pod nadzorom Nacionalnega osvobodilnega gibanja postal začasna demokratična vlada Albanije. Predsednik vlade in obrambni minister je bil Enver Hoxha.
V komunistični Albaniji je Berat postal deportacijsko središče za družine, katerih člani so pobegnili v tujino in so zato veljali za sovražnike ljudstva in vladajoče stranke. V Berat so preselili tudi družine, ki niso bile naklonjene komunističnemu režimu. Med deportiranci so bile večinoma starejše osebe, ženske ter otroci in odraščajoči fantje. Takšno stanje je trajalo od leta 1945 do 1948. Število deportirancev se je po političnem prelomu z Jugoslavijo podvojilo. Vse deportirance v Beratu so prepeljali v mesto Tepeleno v albanskih gorah.
V Beratu in bližnjih vaseh živi v težkih razmerah od 200 do 300 Romov. Nekateri v obdobjih sezonskih del migrirajo v Grčijo. V mestu in v bližnjih naseljih še vedno živi nekaj grško in aromunsko govorečih oseb.

## Geografija
Berat stoji na desnem bregu reke Osum blizu njenega sotočja z reko Molisht. Staro mesto ima tri dele: Kalaja na grajskem hribu, Mangalem pod grajskim hribom in Gorica na levem bregu Osuma. V mestu je veliko zgradb arhitekturnega in zgodovinskega pomena. Nad mestom je na pobočjih hriba Tomorr borov gozd, ki daje mestu veličastno kuliso. Reka Osum je skozi apnenčasto skalo na zahodni strani doline vrezala 915 metrov dolgo globoko sotesko in oblikovala strmo naravno utrdbo, okoli katere je bilo na več rečnih terasah zgrajeno staro mesto.
Albanska legenda pravi, da je bila gora Tomorr velikan, ki se je boril z drugim velikanom (goro) Shpiragom za mlado dekle. Oba velikana sta v borbi umrla, dekle pa je utonilo v solzah, ki so postale reka Osum. Gora Shpirag, imenovana po drugem velikanu, je na levem bregu soteske nad mestno četrtjo Gorica.
Berat je med Albanci znan kot »mesto okna nad oknom«, podoben vzdevek se včasih daje tudi Gjirokastri, ali »mesto dva tisoč stopnic«. Junija 1961 je Enver Hoxha Berat razglasil za muzejsko mesto.

### Podnebje
Berat ima sredozemsko podnebje. Zaradi lege v deževni senci gore Tomorr so poletja v Beratu mnogo toplejša kot sicer na Sredozemlju.
| Podnebni podatki za Berat (1991 - 2010) | Podnebni podatki za Berat (1991 - 2010) | Podnebni podatki za Berat (1991 - 2010) | Podnebni podatki za Berat (1991 - 2010) | Podnebni podatki za Berat (1991 - 2010) | Podnebni podatki za Berat (1991 - 2010) | Podnebni podatki za Berat (1991 - 2010) | Podnebni podatki za Berat (1991 - 2010) | Podnebni podatki za Berat (1991 - 2010) | Podnebni podatki za Berat (1991 - 2010) | Podnebni podatki za Berat (1991 - 2010) | Podnebni podatki za Berat (1991 - 2010) | Podnebni podatki za Berat (1991 - 2010) | Podnebni podatki za Berat (1991 - 2010) |
| Mesec                                   | Jan                                     | Feb                                     | Mar                                     | Apr                                     | Maj                                     | Jun                                     | Jul                                     | Avg                                     | Sep                                     | Okt                                     | Nov                                     | Dec                                     | Letno                                   |
| --------------------------------------- | --------------------------------------- | --------------------------------------- | --------------------------------------- | --------------------------------------- | --------------------------------------- | --------------------------------------- | --------------------------------------- | --------------------------------------- | --------------------------------------- | --------------------------------------- | --------------------------------------- | --------------------------------------- | --------------------------------------- |
| Rekordno visoka temperatura °C          | 25                                      | 27                                      | 29                                      | 34                                      | 38                                      | 43                                      | 44                                      | 43                                      | 42                                      | 35                                      | 30                                      | 28                                      | 44                                      |
| Povprečna visoka temperatura °C         | 14.4                                    | 15.3                                    | 17.1                                    | 22                                      | 25.3                                    | 30.4                                    | 33.4                                    | 33.6                                    | 29.2                                    | 24                                      | 20                                      | 15.8                                    | 23.4                                    |
| Povprečna nizka temperatura °C          | 2.0                                     | 2.1                                     | 4.2                                     | 10                                      | 13                                      | 17.8                                    | 20.3                                    | 20.0                                    | 17.0                                    | 12.5                                    | 9.3                                     | 3.5                                     | 11.0                                    |
| Rekordno nizka temperatura °C           | −10                                     | −9                                      | −4                                      | −1                                      | 3                                       | 8                                       | 14                                      | 12                                      | 6                                       | 0                                       | −3                                      | −8                                      | −10                                     |
| Povprečna količina padavin mm           | 145                                     | 152                                     | 108                                     | 97                                      | 65                                      | 20                                      | 4                                       | 5                                       | 30                                      | 80                                      | 190                                     | 198                                     | 1.094                                   |
| Vir: METEOALB Weather Station           |                                         |                                         |                                         |                                         |                                         |                                         |                                         |                                         |                                         |                                         |                                         |                                         |                                         |

## Gospodarska zgodovina
Do 18. stoletja sta bila gospodarstvo in družba Berata tesno povezana z mestnimi obrtnimi cehi, delno povezanimi z različnimi davčnimi oprostitvami, ki so obstajali od poznega srednjega veka. Do leta 1750 je bilo v mestu dvaindvajset cehov, med katerimi so bili najpomembnejši strojarski, čevljarski in usnjarski ceh. Drugi cehi so vključevali obdelovalce kovin, kovače in svilarje.

## Kultura

### Znamenitosti
V Beratu je očitno vladalo večstoletno sožitje verskih in kulturnih skupnosti, ki se je začelo v 4. stoletju pr. n. št. in trajalo do 18. stoletja. Mesto je tudi priča arhitekturne odličnosti tradicionalne balkanske stanovanjske gradnje, ki sega v konec 18. in začetek 19. stoletja. Med mestne zgodovinske znamenitosti spadajo grad Berat, cerkve iz bizantinske dobe, med njimi cerkev sv. Marije Blahernske (13. stoletje), dvorci, mošeje, Nacionalni etnografski muzej, Sultanova mošeja, zgrajena med letoma 1481 in 1512, Svinčena mošeja (zgrajena leta 1555) in most Gorica.
Grad Berat je zgrajen na skalnatem griču na desnem bregu Osuma in je dostopen samo z juga. Potem, ko so ga leta 200 pr. n. št. požgali Rimljani, so v 5. stoletju pod bizantinskim cesarjem Teodozijem II. zidovje okrepili in ga v 6. stoletju pod cesarjem Justinijanom I. obnovili. Ponovno so ga obnovili v 13. stoletju pod epirskim despotom Mihaelom Komnenom Dukasom, bratrancem bizantinskih cesarjev Izaka II. Angela in Alekseja III. Angela. Glavni vhod na severni strani brani utrjeno dvorišče, obstajajo pa še trije manjši vhodi. Trdnjava je dovolj obsežna, da je omogočila bivanje znatnega dela mestnega prebivalstva. Stavbe v trdnjavi so bile zgrajene v 13. stoletju in so zaradi svoje značilne arhitekture označene kot kulturni spomeniki. V trdnjavi je bilo približno 20 cerkva, zgrajenih večinoma v 13. stoletju, in le ena mošeja za muslimansko posadko, od katere je ostalo le nekaj ruševin in dva minareta. Ohranjenih je tudi samo nekaj cerkva.
V cerkvi sv. Marije Blahernske iz 13. stoletja so poslikave iz 16. stoletja. Naslikal jih je Nikollë Onufri, sin najpomembnejšega srednjeveškega albanskega slikarja Onufrija. V majhnem z drevesi zasajenem kvadratu na pobočju znotraj trdnjavskega obzidja stoji cerkev Svete Trojice iz 14. stoletja. Zgrajena je v obliki križa in ima bizantinske stenske poslikave. Izven obzidja je cerkev sv. Mihaela (Shën Mehill), zgrajena v 13. stoletju. Do te cerkve se pride po strmi, a popolnoma varni poti. V bližini vhoda je za stražarnico cerkev sv. Teodore (Shen Todher), v kateri so stenske poslikave samega Onufrija. Najbolj zanimiva je cerkev svetega Nikolaja, ki je bila povsem obnovljena in je danes muzej, posvečen slikarju Onufriju, največjemu albanskem slikarju iz 16. stoletja. Onufri ni bil samo mojster slikanja fresk in ikon, ampak tudi prvi, ki je v slikarstvo vnesel bleščeče rdečo barvo, ki so jo Francozi poimenovali »Onufrijeva rdeča«. Poleg tega je Onufri v obraze vnesel nekaj realizma in individualnosti.
Prvi napis, na katerem je Onufrijevo ime, so našli leta 1951 v cerkvi v Shelqanu. V cerkvi v Kastoriji je zapisan datum 23. julij 1547 in opomba: »Jaz sem Onufri in prihajam iz mesta Berat«. Onufrijev slikarski slog je podedoval njegov sin Nikollë (Nikolaj), ki ni bil tako uspešen kot njegov oče. V Onufrijevem muzeju so dela Onufrija, njegovega sina Nikolaja in drugih slikarjev. Obstaja tudi veliko ikon in nekaj lepih primerov verskega srebrarstva: svete posode, okviri ikon, platnice evangeljskih knjig in drugo. Beratski evangeliji iz 4. stoletja so kopije. Izvirniki so shranjeni v Narodnem arhivu v Tirani. Cerkev ima ikonostas iz izrezljanega lesa z ikonama Kristusa in Device Marije. Opazna sta tudi škofovski prestol in prižnica. V bližini ulice, ki teče od trdnjave navzdol, je Mošeja neporočenih (Xhami e Beqareve), zgrajena leta 1827. Mošeja ima stebrišče in zunanje cvetlično okrasje. Neporočeni so bili mladi prodajalci, na splošno res neporočeni, ki so trgovcem služili kot njihova zasebna milica.
Kraljeva mošeja (Xhamia e Mbretit) je najstarejša mestna mošeja, zgrajena med vladanjem Bajazida II. (vladal 1481–1512). Mošeja je preurejena v muzej in slovi predvsem po fino izdelanem  stropu.
Svinčena mošeja (Xhamia e Plumbit), zgrajena leta 1555, je dobila ime po svinčenih kupolah. Stoji v središču mesta.
Za Helvatsko tekijo (Teqe e Helvetive) se domneva, da je bila zgrajena v 15. stoletju. Obnovil jo je Ahmed Kurt Paša leta 1782. Pripadala je helvatskemu sufističnemu redu. V stavbi so  kvadratna molilnica, majhen prostor za posebne verske obrede in elegantno stebrišče pred vhodom v molilnico. V molilnici je iz lesa izrezbarjeno okrasje, na vzhodni strani pa mihrab, okrašen s kamnitimi kapniki. Notranje stene so okrašene z osmimi freskami, ki prikazujejo stanovanjske hiše, muslimanske verske stavbe in pokrajine.
Stene pod freskami so prekrite z luknjami, ki izboljšujejo akustiko v molilnici. Strop molilnice je lesen, poslikan s slikami v baročnem slogu, sprejemljivem in sprejetem v islamski umetnosti, in prekrit s ploščicami iz 14 karatnega zlata. Notranjo dekoracijo je napravil mojster Dush Barka. Ob molilnici je soba, v kateri je bil nekoč mavzolej Ahmeda Kurt Paše in njegovega sina. Portik tekije ima pet kamnitih stebrov iz starogrškega mesta Apolonija. Nad glavnimi vrati v portiku je napis, posvečen vrednotam tekije in Ahmedu Kurt Paši. Obstaja tudi nekaj spomenikov družine Vrioni iz poznega osmanskega obdobja, vrata v nekdanjo palačo in grobnico in nekaj spomenikov družine Vlora.
V bližini tekije je domnevno grob Sabataja Zevija, osmanskega Juda, ki je bil pregnan v Dulcigno (današnji Ulcinj), ker je med svojimi privrženci sprožil polemiko o spreobrnitvi v islam. V južnem Beratu je judovski zgodovinski Salomonov muzej, ki hrani dokumente in eksponate o holokavstu in preživetju albanskih Judov med drugo svetovno vojno.
Mesto je znano po svoji zgodovinski arhitekturi in pokrajini in je zaradi množice oken tradicionalnih hiš, obrnjenih v isto smer, znano kot »mesto tisoč oken«. Kaj resnično pomeni »tisoč« (një mijë) ali »eno nad drugim«, ni jasno. Del mesta je resnično zgrajen na zelo strmem pobočju hriba, da se zdi, da so okna eno nad drugim. Podobna prizori so vidni tudi v Melniku v Bolgariji, Gjirokastri v Albaniji in Catanzaro v Italiji, kjer je nekoč živela albanska manjšina.
Citadela gleda na reko in sodobno mesto ter staro krščansko četrt na drugem bregu reke. Četrt je dobro ohranjen del mesta z ozkimi ulicami, turškimi hišami in pravoslavnimi cerkvami.
Sodobni Berat sestavljajo trije deli, ki jih deli reka Osum: Gorica (Mala gora), Mangalem in Kalaja. Slednja je bila rezidenčna četrt s staro bizantinsko citadelo, ki je gledala na mesto. V tem delu mesta je mošeja iz 15. stoletja in več cerkva Albanske pravoslavne cerkve. Njeno avtokefalnost so potrdili leta 1922. V več cerkvah so slike slavnega slikarja Onufrija iz 16. stoletja.
Narodni etnografski muzej v Beratu je bil odprt leta 1979. V njem so razstavljeni raznoliki vsakdanji predmeti, lesene skrinje, omare, dimniki, vodnjak, stiskalnica za oljke, stiskalnica za volno in veliko keramične posode, ki razkrivajo utrinke mestne zgodovine. V pritličju je dvorana z maketo srednjeveške ulice s tradicionalnimi trgovinami na obeh straneh. V drugem nadstropju je arhiv, statve, vaška dnevna soba, kuhinja in dnevna soba.
Most Gorica, ki povezuje oba dela mesta, je bil sprva lesen, zgrajen leta 1780. Kamnit most je bil zgrajen v 1920. letih. Dolg je 129 m, širok 5,3 m, visok okoli 10 m in ima sedem lokov. Po lokalni legendi je bila na prvotnem lesenem mostu ječa, v katero so vrgli dekle, da bi pomirilo duhove, odgovorne za varnost mostu.

### Šolstvo
Berat ima več srednjih šol. Imel je tudi Albansko univerzo v Beratu, ki je prenehala delovati leta 2019.

### Šport
V mestu deluje nogometni klub KS Tomori Berat.

## Pobratena mesta
- Amasya, Turčija[68]
- Bağcılar, Turčija[69]
- Bérat, Francija[70]
- Fermo, Italija[71]
- Karmiel, Izrael[72]
- Loveč, Bolgarija[73]
- Ploiești, Romunija[74]
- Prizren, Kosovo[75]
- Ulcinj, Črna gora[76]

## Pomembni meščani
- Omer Paša Vrioni II., albanski vladar iz ene od najvplivnejših albanskih družin v 19. stoletju
- Iliaz Vrioni, albanski politik in zemljiški posestnik, trikrat predsednik vlade
- Sami Bej Vrioni, albanski politik, diplomat in delegat
- Isuf Vrioni, prevajalec, diplomat in albanski ambasador pri UNESCO
- Aziz Vrioni, osmansko-albanski politik
- Dhimitër Tutulani, pravnik in politik
- Kasëm Trebeshina, albanski partizan, državni tožilec, igralec in pisatelj
- Sotir Kolea, folklorist, diplomat in aktivist Albanskega narodnega prebujanja
- Omer Vrioni, vodilna osmanska oseba v grški vojni za neodvisnost
- Margarita Tutulani, antifašistka in narodna heroina med drugo svetovno vojno
- Afërdita Veveçka Priftaj, fizičarka
- Eni Koçi, pevka
- Krištof Albanski, primus Albanske avtokefalne pravoslavne cerkve (1937–1948)
- Myrto Uzuni, nogometaš madžarskega kluba Ferencváros in albanske državne reprezentance

## Vira
- Fine, John V. A. (1994). The Late Medieval Balkans: A Critical Survey from the Late Twelfth Century to the Ottoman Conquest. University of Michigan Press. ISBN 0-472-08260-4.
- Nicol, Donald MacGillivray (2010). The Despotate of Epiros 1267–1479: A Contribution to the History of Greece in the Middle Ages. Cambridge University Press, ISBN 978-0-521-13089-9.